# گرونیاردو
گرونیاردو (به ایتالیایی: Grognardo) یک کومونه در ایتالیا است که در استان آلساندریا واقع شده‌است.

## خصوصیات
گرونیاردو ۹٫۳ کیلومترمربع مساحت و ۳۱۵ نفر جمعیت دارد.